# Phallus indusiatus
Phallus indusiatus (früher Dictyophora indusiata) ist eine Pilzart aus der Gattung der Stinkmorcheln.

## Merkmale

### Makroskopische Merkmale
Das 15 bis 25 mm durchmessende Hexenei ist kugelförmig bis umgekehrt eiförmig (obovoid) und gelblich weiß bis bräunlich weiß gefärbt. Das zylindrische, unpigmentierte, schwammige Receptaculum erreicht eine Länge von 100 bis 150 mm und einen Durchmesser von 10 bis 30 mm. Der Hut (das Käppchen) ist glockenförmig, durch Falten an der Oberfläche netzig-wabig strukturiert und an der Spitze durchlöchert. Die Gleba ist braun, schleimig und übelriechend. Das von der Unterseite des Hutes herabhängende, netzförmige Indusium ist gut entwickelt, weiß bis blass gelb und erreicht eine Länge von etwa 3/4 der Länge des Receptaculums.

### Mikroskopische Eigenschaften
Die elliptischen Sporen sind glatt, farblos und 2,5 bis 4 μm lang und 1 bis 2 μm breit.

## Vorkommen

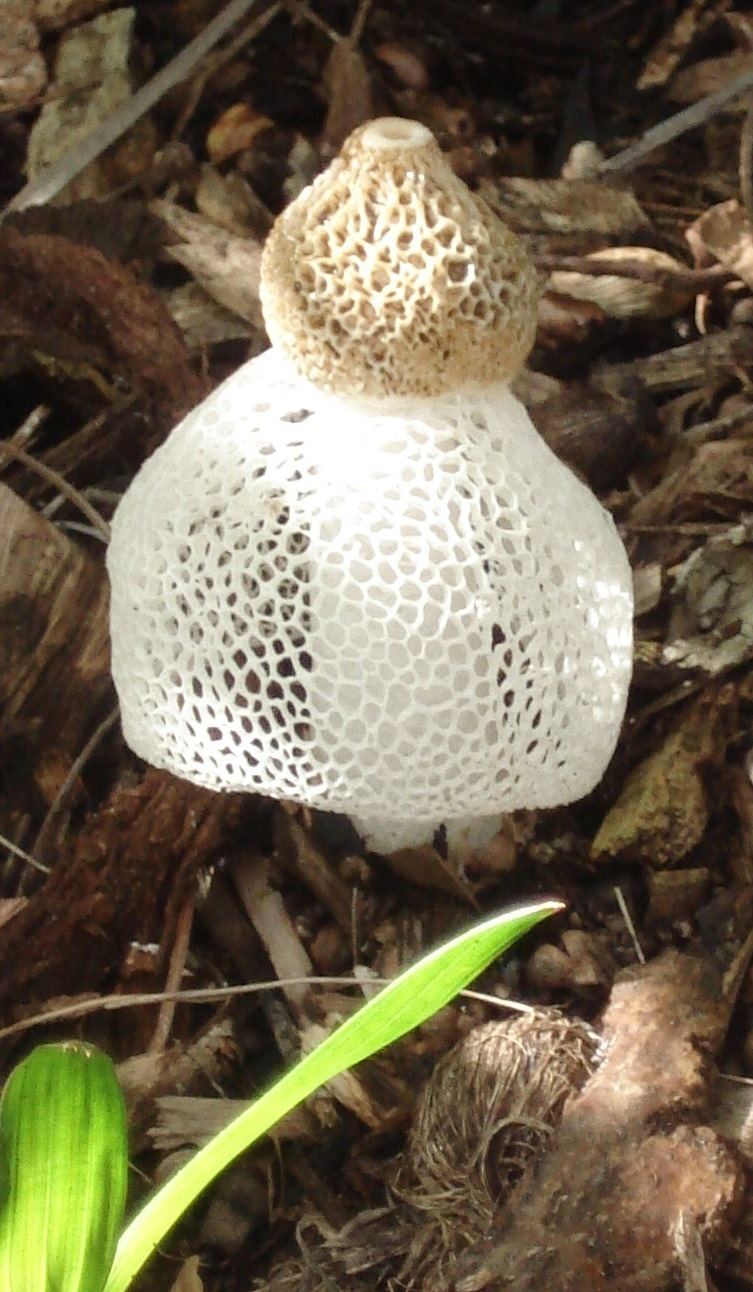
Phallus indusiatus (ohne Gleba am Hut) (in Cairns, Australien)

Die Art Phallus indusiatus kommt in den Tropen vor, einschließlich Afrika (Kongo, Nigeria, Uganda und Zaire), Südamerika (Brasilien Guyana, und Venezuela), Zentralamerika (Costa Rica) und Tobago. In Nordamerika kommt sie nur in Mexiko vor. Asiatische Standorte sind Indonesien, Malaysia, Indien, Südchina, Japan und Taiwan. Sie wurde auch in Australien gefunden.

## Ökologie

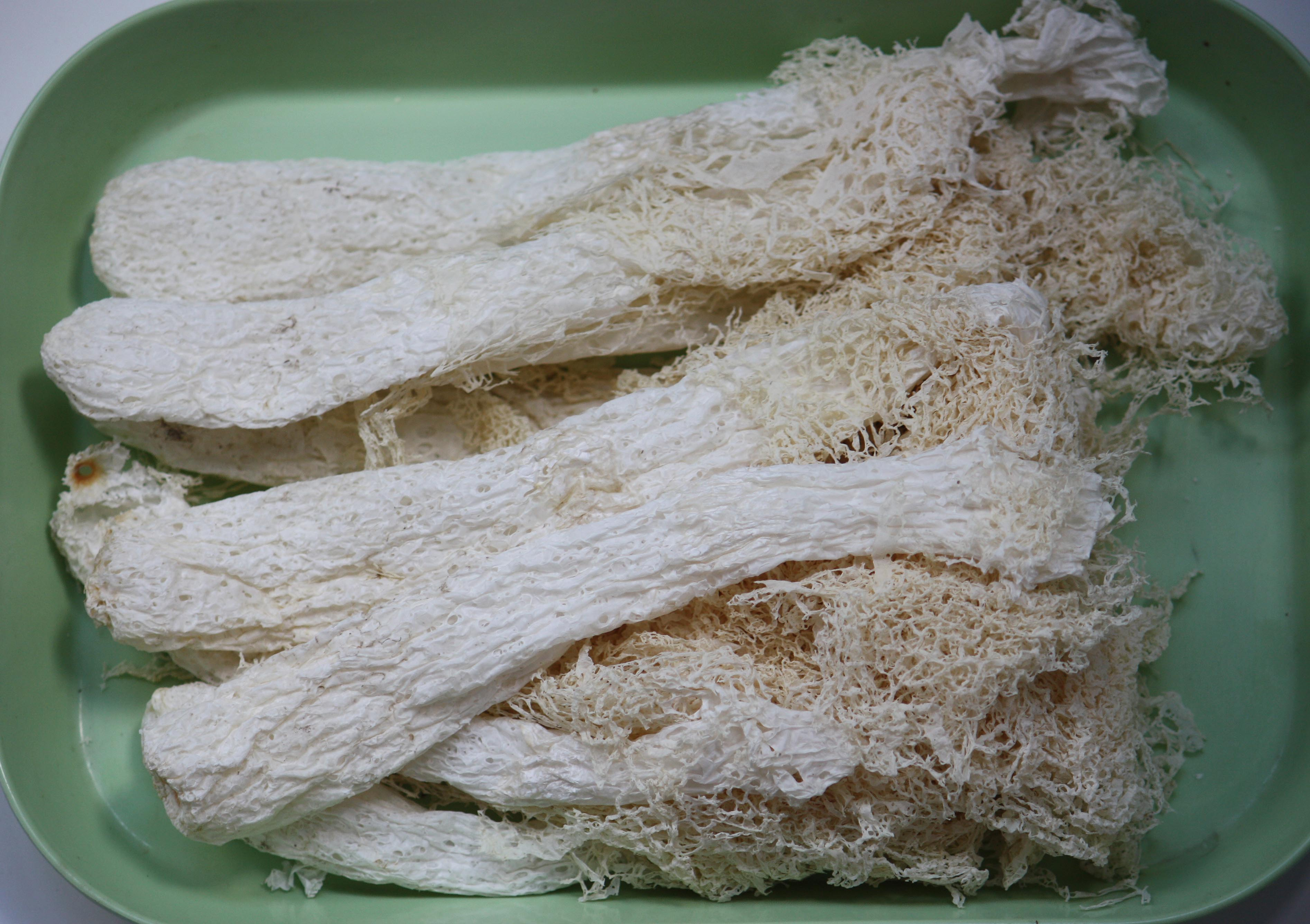
Phallus indusiatus, ohne Hütchen (Kappe) getrocknet

Der Pilz wächst sowohl auf sandigen und fruchtbaren Böden sowie auf pflanzlichem Material. In Indien wächst er am besten bei Temperaturen zwischen 21 und 25 °C mit 45–85 % relativer Luftfeuchtigkeit in Bambusdickicht in Höhen von 300 – 600 m. Die Art ist saprobiont.

## Nutzung
Phallus indusiatus ist essbar und ein Bestandteil der gehobenen chinesischen Küche. Die Art wird kommerziell angebaut und ist häufig auf asiatischen Märkten zu finden. Diese Stinkmorchel ist reich an Proteinen, Kohlenhydraten und Ballaststoffen. Sie enthält bioaktive Verbindungen, ist antioxidativ und antimikrobiell. Ihr Einsatz in China zur Behandlung entzündlicher Magen- und Nervenerkrankungen ist seit 618 n. Chr. nachgewiesen.